# ويليام هاريسون مارتن
ويليام هاريسون مارتن (بالإنجليزية: William Harrison Martin)‏ هو محامي وسياسي أمريكي، ولد في 2 سبتمبر 1822 في يوفولا في الولايات المتحدة، وتوفي في 5 فبراير 1898 في هيلزبورو في الولايات المتحدة. حزبياً، نشط في الحزب الديمقراطي. وقد انتخب عضو مجلس ولاية تكساس وانتخب عضو مجلس النواب الأمريكي.